# Alain Beretz
Alain Beretz, né le 13 février 1954 à Strasbourg, est un universitaire français, professeur de pharmacologie. Il est président de l'université de Strasbourg (Bas-Rhin) de 2008 à 2016.
Le 17 mai 2014, il a également été élu président de la ligue européenne des universités de recherche. Il a aussi été membre du conseil supérieur de la propriété industrielle (CSPI),.

## Carrière

### Enseignant-chercheur
Après des études au lycée Kléber, à Strasbourg, il intègre la faculté de pharmacie de l’université Louis-Pasteur et devient pharmacien en 1976. Il obtient trois ans plus tard, en 1979, un doctorat de troisième cycle. L’année suivante il effectue un stage post-doctoral au Weizmann Institute of Science, à Rehovot, en Israël. Entre 1984 et 1990, il est chargé de recherche à l’Inserm, au Centre de transfusion sanguine de Strasbourg. En 1990 il obtient un doctorat d'État ès sciences pharmaceutiques et devient professeur de pharmacologie et membre du laboratoire de biophotonique et de pharmacologie (UMR CNRS/université de Strasbourg 7213) de la faculté de pharmacie de l'université Louis-Pasteur, devenue université de Strasbourg,. Il est l'auteur ou le coauteur de plusieurs articles scientifiques publiés dans des revues internationales à comité de lecture et a encadré plus de 55 thèses de doctorat en pharmacie.

#### Responsabilités à l'université Louis-Pasteur puis à l'université de Strasbourg
Il occupe plusieurs postes au sein de l’université Strasbourg-I « Louis Pasteur » :
- membre de la commission des études doctorales de 1993 à 2005 ;
- élu au conseil de faculté de pharmacie de 1993 à 2007. Il est directeur-adjoint, responsable de la scolarité, de 1999 à 2002[4] ;
- membre élu du conseil scientifique de 1999 à 2002 ;
- membre élu du conseil d’administration de 2006 à 2007 ;
- vice-président de l’université chargé des relations avec les entreprises et de la valorisation de 2001 à 2006[7] ;
- représentant de l'université dans plusieurs instances ayant pour thème la valorisation de la recherche comme le pôles de compétitivité Alsace BioValley dont il a été vice-président.

Il est président de l’université du 21 juin 2007 au 18 décembre 2008 et accompagne ainsi la fin de l'université Louis-Pasteur qui fusionne avec les deux autres universités strasbourgeoises, l'université Marc-Bloch et l'université Robert-Schuman, pour donner naissance à l'université de Strasbourg.

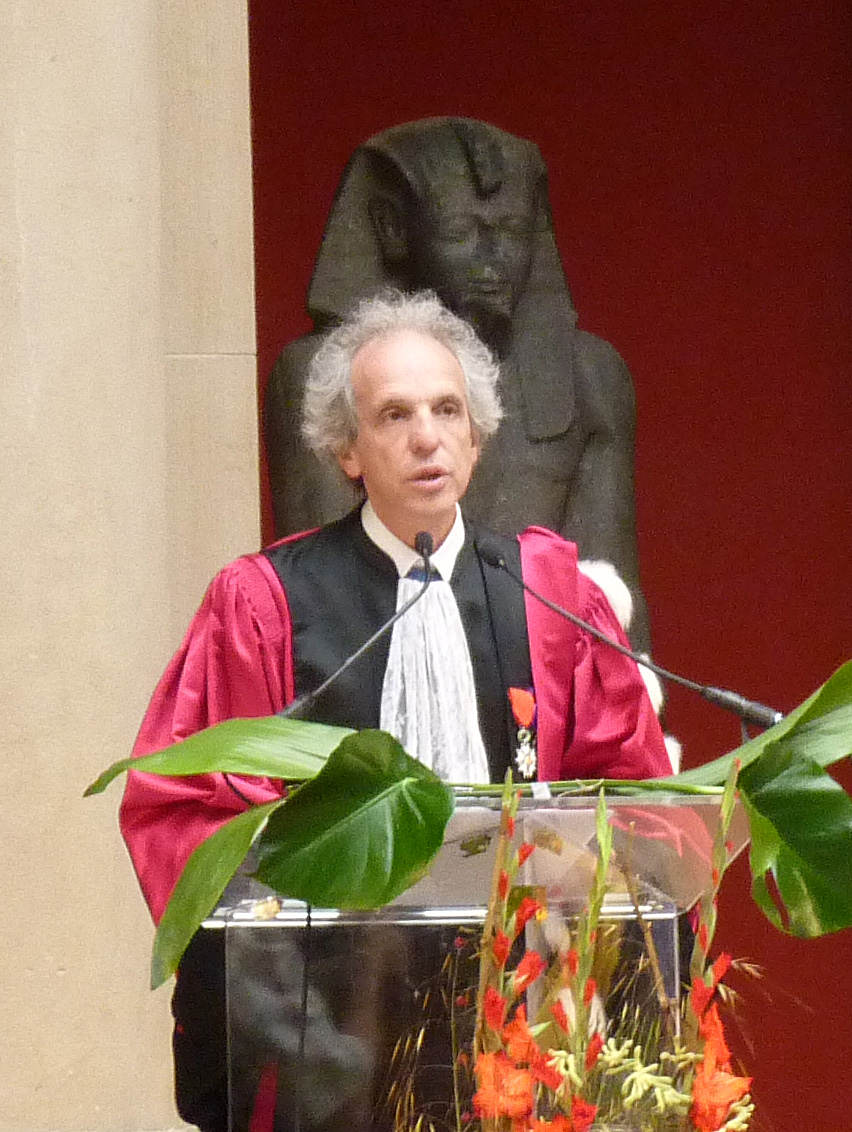
Alain Beretz au Palais universitaire de Strasbourg en 2011.

Il est élu le 18 décembre 2008 premier président de la nouvelle université,. Fervent défenseur de l'autonomie des universités, il accompagne le développement de l'université devenue autonome au 1er janvier 2009 mais reste critique quant à la loi relative aux libertés et responsabilités des universités lui reprochant notamment de ne pas accorder les moyens financiers permettant une réelle autonomie budgétaire : « L'autonomie est présente dans les textes, mais elle ne passe pas dans les faits. C'est parce qu'en France il manque deux ingrédients essentiels à la réussite de l'autonomie universitaire : de l'argent et de la confiance ».
Il a été réélu le 18 décembre 2012 obtenant douze voix, contre sept qui se sont portées sur son challenger Jacques Haiech. Trois personnes siégeant au conseil d’administration ont voté blanc.
En 2013, sous sa présidence, l'université de Strasbourg intègre le Top 100 du classement de Shangai, ce qui ne l'empêche pas de rester critique sur ce classement.
Au cours de ses mandats de président de l’université de Strasbourg, il a promu le libre accès en soutenant le projet d’archive ouverte de la connaissance de l’université d’Alsace,. Il s’est aussi impliqué dans la discussion sur la loi pour une République numérique pour défendre la possibilité pour les chercheurs d’archiver leurs publications dans ce type de dépôt institutionnel. Cela lui a permis de faire partie des « Champions européens de l’accès ouvert » désignés par SPARC.

#### Responsabilités nationales
Il est nommé président des jurys d’admission de l’Institut national du service public(ex-ENA) en 2022. Il publie un rapport  détaillé sur cette mission en 2023.

#### Au niveau européen
Il prend en décembre 2011 la présidence d'Eucor, le campus européen, un réseau européen de sept universités se situant dans la région du Rhin supérieur. Sa présidence prend fin en décembre 2012 où il est remplacé par Hans-Jochen Schiewer, recteur de l'université de Fribourg-en-Brisgau,.
Lorsqu'il était président de l'université de Strasbourg, Il a fait partie du Board of Directors de la Ligue européenne des universités de recherche (LERU), un réseau européen de 22 universités axées sur la recherche, à partir de fin 2012. En novembre 2013, il a été élu président de la LERU avec une prise de fonction en avril 2014. Il a quitté ces fonctions lorsqu’il est devenu directeur général de la recherche et de l'innovation en 2016 (voir ci-dessous).
De 2018 à 2020 il est chargé de mission « Universités européennes » auprès du Premier ministre.
De 2021 à 2023, il est président de COST (European Cooperation in Science and Technology). COST est le plus ancien programme européen de financement de la recherche, qui soutient la création de réseaux de recherche. Chaque année, plus de 45 000 chercheurs participent aux activités de mise en réseau COST, quels que soient leur stade de carrière, leur pays d'origine ou leurs domaines d'intérêt.
Depuis 2021, il est membre du conseil d’université de l’Université franco-allemande.

### Ministère de l'Éducation nationale, ministère de l'enseignement supérieur, de la recherche et de l'innovation.
Alain Beretz est nommé directeur général de la recherche et de l'innovation le 15 septembre 2016 et a de ce fait quitté la présidence de l'université de Strasbourg quelques mois avant la fin de son mandat.
Il quitte cette fonction le 27 août 2018.

## Distinctions
- Chevalier de la Légion d'honneur (2010)[28]
- Officier de l'ordre national du Mérite (novembre 2015) [29]
- Commandeur de l'ordre des Palmes académiques (juillet 2014)[30]
- Ordre du Soleil levant, Étoile d’Or et d’Argent[31]